# روسكو داش
روسكو داش (بالإنجليزية: Roscoe Dash) (و. 1990  م) هو موسيقي، ومغني راب، وكاتب أغاني أمريكي، ولد في أتلانتا، جورجيا.

## روابط خارجية
- روسكو داش على موقع ميوزك برينز (الإنجليزية)
- روسكو داش على موقع أول ميوزيك (الإنجليزية)
- روسكو داش على موقع ديسكوغز (الإنجليزية)
- روسكو داش على موقع ديسكوغز (الإنجليزية)